# Claire-voie (architecture)
« Claire-voie » redirige ici. Pour l’article homophone, voir Clervoy.
Pour les articles homonymes, voir Claire-voie.

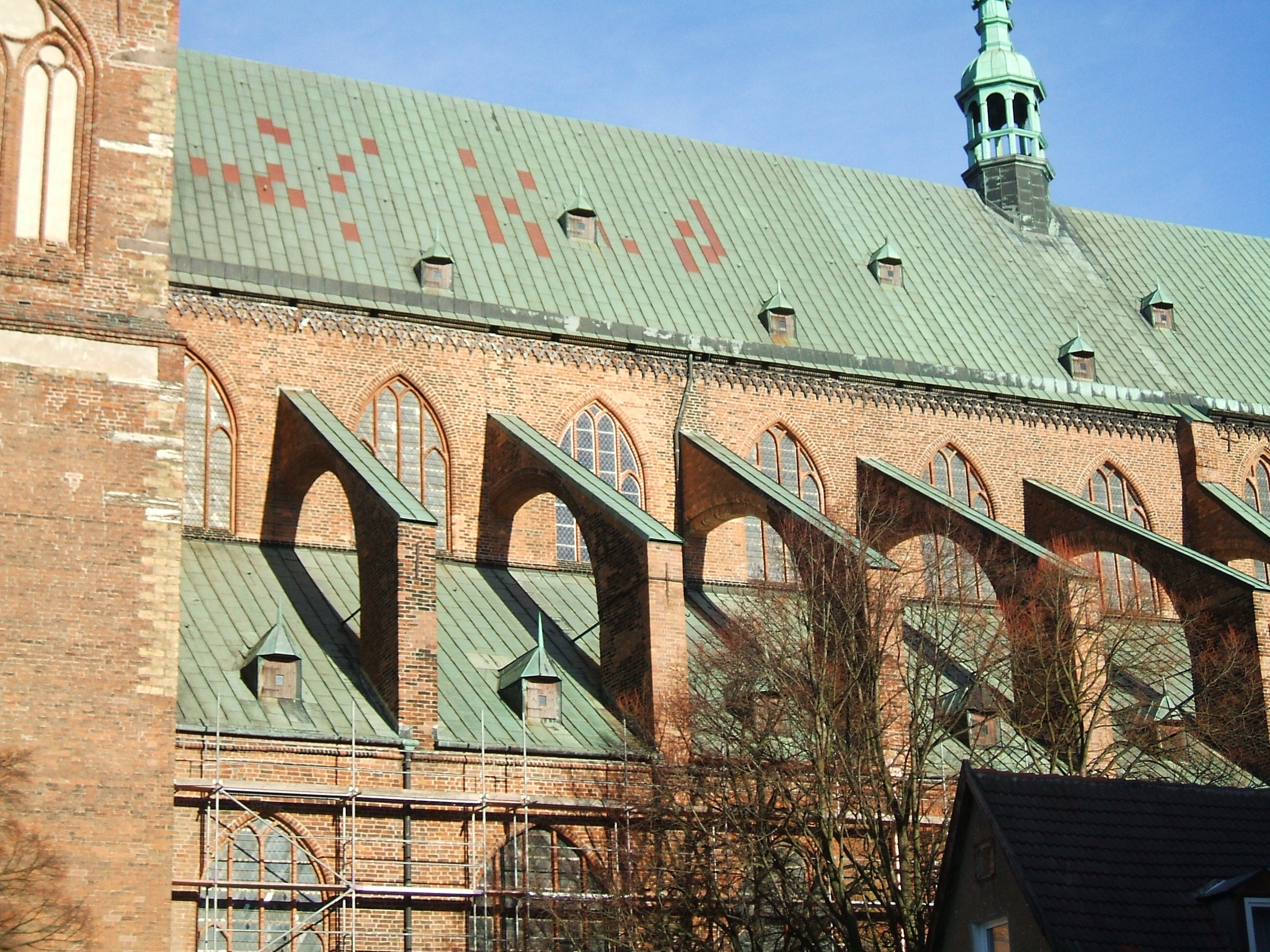
Claire-voie de l'église Saint Nicolas de Stralsund (entre les deux toits verts).

En architecture, une claire-voie désigne différents concepts, :
- un ouvrage composé d’éléments qui laissent passer le jour : fenêtre, balustrade, paroi ajourée, baie, arcature, etc. ;
- dans une église, la rangée supérieure de baies d’une nef située au-dessus du triforium et des tribunes. Dans une nef gothique, elle est également appelée « clair-étage » ;
- tout ouvrage de charpente, de menuiserie ou d'osier, dont les pièces laissent du jour entre elles[3]. Exemples : « porte à claire-voie », « escalier à claire-voie », « entourer un bureau d'une enceinte à claire-voie », « ce panier est à claire-voie ». Ce terme s'applique également aux charpentes métalliques.